# Sollerön
Sollerön è un'area urbana della Svezia situata nel comune di Mora, contea di Dalarna. La popolazione rilevata nel censimento 2010 era di 901 abitanti .